# 매화동
매화동(梅花洞)은 대한민국 경기도 시흥시의 행정동이다.

## 개요
매화동은 시흥시의 북동쪽에 위치하고 있으며 서쪽으로는 은행동과 인천시, 동쪽으로는 목감동과 안양시가 인접하고 있다. 총면적 11.22km2으로 구성비율은 녹지가 10.85km2인 96.7%로 대부분을 차지하고 있으며, 주거지역이 0.37km2인 3.3%로 되어 있는 전형적인 도ㆍ농 복합형 도시이다. 도창저수지ㆍ칠리제저수지와 운웅산이 자리잡고 있는 목가적인 전원도시이고 경사가 완만한 구릉지대를 형성하여 농경지를 이루고 있다.
1989년 1월 1일 시흥시 승격으로 소래면 매화리가 매화동으로 탄생한 지역으로 매화리, 금이리, 도창리 등 3개의 법정리를 합친 지역이다.

## 법정동
- 매화동(梅花洞)
- 도창동(道倉洞)
- 금이동(錦李洞)

## 교육
- 매화초등학교
- 도창초등학교
- 매화중학교
- 매화고등학교

## 문화
- 금이동 느티나무
- 매화동 당구장
- 운영하는놈 병신틀딱